# إيمانويل جالياردي
إيمانويل جالياردي (بالإنجليزية: Emmanuelle Gagliardi)‏ مواليد 9 يوليو 1976 في جنيف، هي لاعبة كرة مضرب سويسرية سابقة بدأت مسيرتها كمحترفة سنة 1994 وكانت تلعب باليد اليمنى، اعتزلت اللعب في 2008. أعلى تصنيف لها في الفردي كان المركز الـ 42 في سنة 2002. أعلى تصنيف لها في الزوجي كان المركز الـ 22 في سنة 2004. سبق أن شاركت في دورة الألعاب الأولمبية الصيفية.

## الخط الزمني للأداء
مفتاح
| ف | ن | ن.ن | ر.ن | د# | د.م | ل | أ.أ | ت | غ | ب | ف | ذ | م.خ | ل.ت |

(ف) فاز بالبطولة (ن) وصل النهائي (ن.ن) نصف النهائي (ر.ن) ربع النهائي (د#) الأدوار الأربعة الأولى (د.م) دور المجموعات (ل) شارك في كأس ديفيز (أ.أ) خرج من الأدوار الاولى (ت) خسر التصفيات التأهيلية (غ) غاب عن الحدث أو البطولة (ب) حصل على ميدالية برونزية (ف) حصل على ميدالية فضية (ذ) حصل على ميدالية ذهبية (م.خ) بطولة الماسترز خُفضت إلى مرتبة أقل (ل.ت) البطولة لم تعقد في السنة المعينة.
لتجنب الارتباك وازدواجية الحساب، يتم تحديث هذه المعلومات إما في نهاية البطولة، أو عندما تكون مشاركة اللاعب في البطولة قد انتهت.
| الدورة            | 2007 | 2006 | 2005 | 2004 | 2003 | 2002 | 2001 | 2000 | 1999 | 1998 | 1997 |
| ----------------- | ---- | ---- | ---- | ---- | ---- | ---- | ---- | ---- | ---- | ---- | ---- |
| أستراليا المفتوحة | د1   | د1   | د1   | د2   | د2   | د2   | د3   | د2   | -    | د1   | د1   |
| فرنسا المفتوحة    | د1   | د2   | د4   | د1   | د2   | د1   | د1   | د2   | د2   | د2   | د2   |
| ويمبلدون          | د1   | د1   | د1   | د3   | د2   | د2   | د3   | د1   | د1   | د1   | د2   |
| أمريكا المفتوحة   | د1   | -    | د1   | د1   | د1   | د1   | د1   | د1   | د1   | د1   | د1   |

## روابط خارجية
- إيمانويل جالياردي على موقع رابطة محترفات التنس (الإنجليزية)
- إيمانويل جالياردي على موقع الاتحاد الدولي لكرة المضرب (الإنجليزية)
- إيمانويل جالياردي على موقع كأس بيلي جين كينغ (الإنجليزية)
- إيمانويل جالياردي على موقع خلاصة التنس.كوم (الإنجليزية)
- إيمانويل جالياردي على موقع إي إس بي إن.كوم (الإنجليزية)
- إيمانويل جالياردي على موقع أوليمبيديا (الإنجليزية)